# Montgaillard-sur-Save
Montgaillard-sur-Save är en kommun i departementet Haute-Garonne i regionen Occitanien i södra Frankrike. Kommunen ligger i kantonen Boulogne-sur-Gesse som tillhör arrondissementet Saint-Gaudens. År 2022 hade Montgaillard-sur-Save 67 invånare.

## Befolkningsutveckling
Antalet invånare i kommunen Montgaillard-sur-Save
Referens:INSEE